# Filón Norte

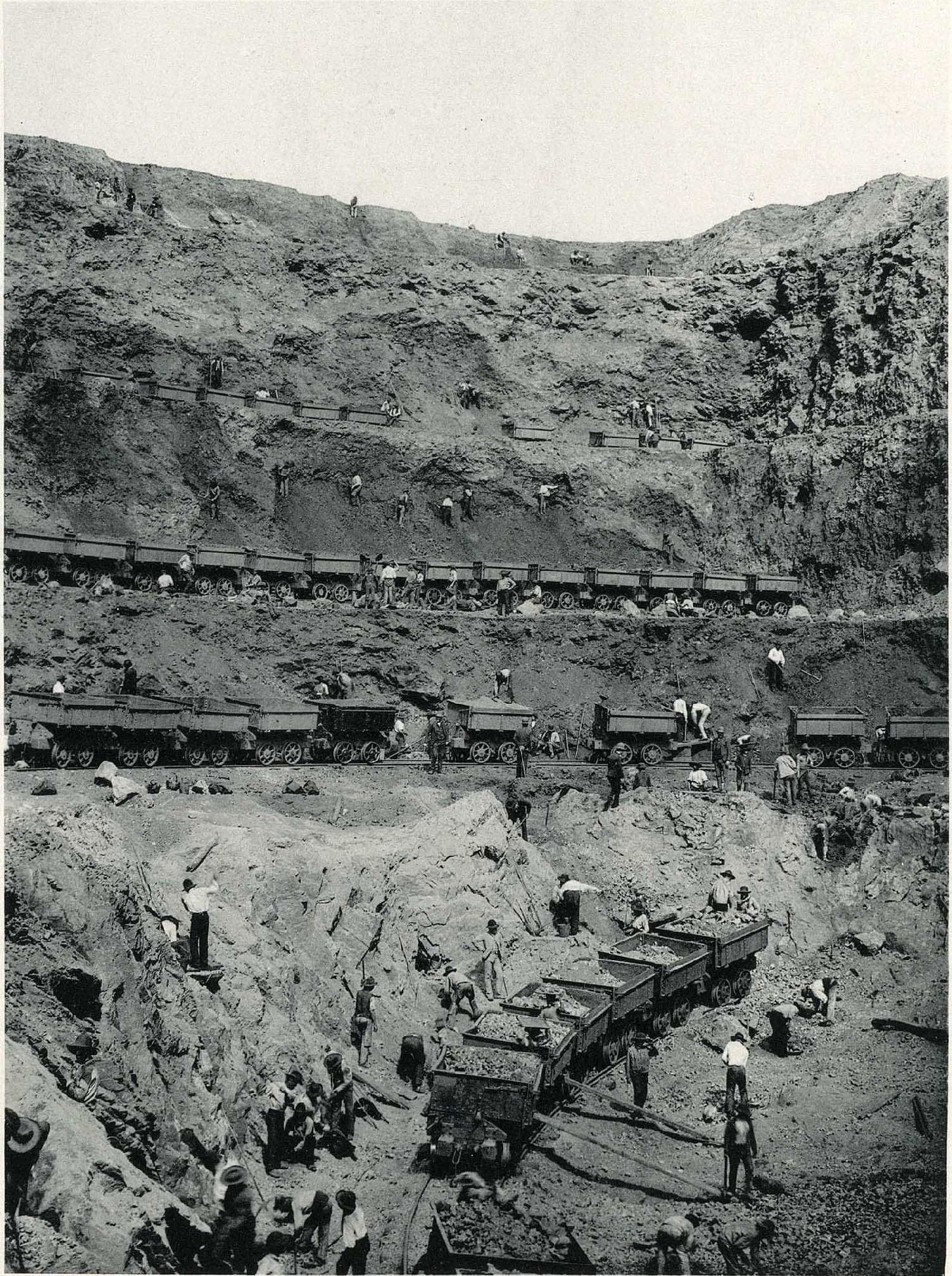
Trabajos mineros en la Corta del Lago, en el Filón Norte, c. 1892.

Filón Norte era una masa mineral localizada en la cuenca minera de Riotinto-Nerva, en el municipio de Minas de Riotinto, provincia de Huelva (España). En la actualidad el histórico yacimiento forma parte del complejo de Cerro Colorado, que ha acabado abarcando varias explotaciones de la zona.

## Características
El filón se encontraba situado al norte del municipio de Minas de Riotinto, a cierta distancia del núcleo urbano, y poseía una orientación que iba en dirección noroeste-sureste. Originalmente estuvo constituido a su vez por las masas Dehesa, Lago y Salomón, si bien las labores mineras han alterado considerablemente sus fisonomía. Filón Norte destacaba por poseer una mayor riqueza de gossan y de masas cobrizas con una elevada proporción de cobre (de hasta el 24%).

## Historia
El Filón Norte consituye el yacimiento de mayor antigüedad de toda la cuenca, habiéndose encontrado en la zona restos de explotaciones mineras y asentamientos humanos desde el período neolítico. En este criadero el mineral se encontraba situado a pocos metros de la superficie, lo que facilitó su extracción en tiempos remotos. En 1873 todos los yacimientos de la zona pasaron a manos de la Rio Tinto Company Limited (RTC). La Masa Salomón comenzó a ser explotada por contramina en 1881, aunque a partir de 1892 lo fue a cielo abierto. Las masas Dehesa y Lago también fueron explotadas mediante el sistema de «cortas». Para 1910 las masas de Filón Norte empezaron a dar algunas muestras de agotamiento. Esto, unido al aumento de los costes de extracción, llevaría a que en 1913 la RTC tomase la decisión de cesar su explotación —lo que dio lugar al estallido de una huelga general ese año—. No obstante, la explotación se acabaría manteniendo activa. Entre 1927 y 1933 cesaron los trabajos en las cortas Salomón, Lago y Dehesa. A partir de 1967 la explotación de Cerro Colorado se beneficiaría de las reservas de gossan que atesoraba Filón Norte, ricas en oro y plata.
Filón Norte estuvo conectado con la vía general del ferrocarril de Riotinto a través del túnel n.º 11 o «main tunnel», mediante el cual se daba salida al mineral extraído.